# Cynisca
Cynisca – rodzaj amfisben z rodziny Amphisbaenidae.

## Zasięg występowania
Rodzaj obejmuje gatunki występujące w Senegalu, Gambii, Gwinei Bissau, Gwinei, Liberii, Sierra Leone, Wybrzeżu Kości Słoniowej, Ghanie, Burkinie Faso, Togo, Beninie, Nigrze, Czadzie, Nigerii, Kamerunie, Republice Środkowoafrykańskiej i Gabonie.

## Systematyka

### Etymologia
- Cynisca: J.E. Gray nie wyjaśnił etymologii nazwy rodzajowej[1].
- Ophioproctes: gr. οφις ophis, οφεως opheōs „wąż”; πρωκτος prōktos „odbyt”[2]. Gatunek typowy: Ophioproctes liberiensis Boulenger, 1878.
- Placogaster: gr. πλαξ plax, πλακος plakos „płyta”[5]; γαστηρ gastēr, γαστρος gastros „brzuch”[6]. Gatunek typowy: Placogaster feae Boulenger, 1906.

### Podział systematyczny
Do rodzaju należą następujące gatunki: 

- Cynisca bifrontalis (Boulenger, 1906)
- Cynisca chirioi Trape, Mané & Baldé, 2014
- Cynisca degrysi (Loveridge, 1941)
- Cynisca feae (Boulenger, 1906)
- Cynisca gansi Dunger, 1968
- Cynisca haugi (Mocquard, 1904)
- Cynisca ivoirensis Trape & Mané, 2014
- Cynisca kigomensis Dunger, 1968
- Cynisca kraussi (W. Peters, 1878)
- Cynisca leonina (F. Müller, 1885)
- Cynisca leucura (A.M.C. Duméril & Bibron, 1839)
- Cynisca liberiensis (Boulenger, 1878)
- Cynisca manei Trape, 2014
- Cynisca muelleri (Strauch, 1881)
- Cynisca nigeriensis Dunger, 1968
- Cynisca oligopholis (Boulenger, 1906)
- Cynisca rouxae Hahn, 1979
- Cynisca schaeferi (Sternfeld, 1912)
- Cynisca senegalensis Gans, 1987
- Cynisca williamsi Gans, 1987